# Bete Maryam
 Bete Maryam (Bêta Mâryâm, la "maison de Marie" ou Sainte Marie) est une église éthiopienne orthodoxe située à Lalibela, dans l’Amhara, en Éthiopie. 
Elle fait partie du groupe de six églises situé au Nord-Ouest du pays. Ce serait la plus ancienne des onze églises rupestres de la ville. 
Elle aurait été la préférée du roi Gebre Mesqel Lalibela du fait de la richesse de sa décoration peinte et sculptée.

## Description générale
De type monolithique, de taille imposante (15,6 m par 9,2 m pour 9 m) de haut, son extérieur est assez simple malgré la diversité de ses fenêtres et ses trois porches d'entrée caractéristiques. Le porche de la façade principale à l'ouest est plus développé que les deux autres et orné de bas-reliefs.
Cette porte principale est surmontée de deux cavaliers sculptés terrassant un dragon, bas-relief exceptionnel du fait de la rareté des sculptures animées dans les sanctuaires éthiopiens, comme d'ailleurs, dans tout l'Orient chrétien.
L'intérieur en forme de croix latine (plan basilical) est richement orné du sol au plafond de bas-reliefs peints et de fresques. Ces peintures décoratives représentent divers motifs géométriques (croix grecques, svastikas, étoiles, rosettes) ou animaux (colombes, phénix, paons, zébus, chameaux, ainsi que des scènes de la vie du Christ et de Marie  tirées des Évangiles. Ces peintures remonteraient au règne du roi Zara Yaqob.
Le plafond est soutenu par douze piliers dont l'un, situé au centre, représente symboliquement l'échelle de Jacob. Ce pilier particulier est gravé sur ses quatre côtés de symboles et de textes en guèze, en hébreu et en arabe. 
Sous le toit à deux pentes, au dernier de ses trois étages, sept pièces renferment les plus anciens trésors de l'église. Seuls les prêtres sont autorisés à y accéder pour en sortir les ornements lors des fêtes et des cérémonies religieuses.

## Architecture
La Maison de Marie est une petite basilique à trois nefs, ses bas-côtés séparés des nefs par cinq piliers rectangulaires de chaque côté, avec deux autres dans le sanctuaire (15 x 11 mètres). 
Les petites galeries surmontent les bas-côtés, mais la nef ne dépasse pas en hauteur au niveau du toit. Ce plan basilical simple est enrichi de trois porches bas qui font saillie au sud, à l'ouest et au nord. 
Neuf supports, piliers libres et engagés, portent des chapiteaux très stylisés qui font écho aux volutes ioniques. 
Les piles sont reliées par des arcs en plein cintre, formant une arcade et portant une toiture simple et plate. L'élévation des murs extérieurs est égayée par trois corniches horizontales et par des perforations de fenêtres. 

### Ouvertures
Les fenêtres de la zone inférieure présentent des poutres projetées simulées, appelées « têtes de singe », qui renvoient à la tradition architecturale axoumite : L’une des caractéristiques les plus remarquables de la technique de l’Axum éthiopien est de permettre aux poutres de dépasser légèrement des murs. Cette technique unique est connue sous le nom de « tête de singe » en raison de la ressemblance de ces projections en bois avec des têtes sortant des murs. 
Les ouvertures des fenêtres sont remplies de treillis, assemblés sur un motif de croix. Au-dessus du porche ouest, au niveau de la galerie, apparaît une fenêtre à double arceau, surmontée d'une ouverture quadrilobée. Trois fenêtres sur les côtés sud et nord laissent entrer la lumière dans les galeries. L'extrémité absidale (est) de l'église est plate, tandis que l'abside principale et les deux absidioles latérales sont semi-circulaires dans le plan intérieur. Ils sont creusés dans l’épaisseur du mur, afin de ne pas faire saillie vers l’extérieur. 
Des précédents d'un tel agencement peuvent être trouvés en Égypte et surtout en Syrie, où cette pratique était bien connue dès le VIe siècle apr. J.-C.
Pour compenser le manque d'absides en saillie, l'extrémité orientale fut dotée d'un plus grand nombre de fenêtres que les autres façades de l'église. Il semble qu’à l’origine il n’y en avait que sept : trois très élaborés dans la zone inférieure, trois rectangles simples dans la zone supérieure et la zone médiane, comportant à l'origine une seule fenêtre avec une croix sculptée à l'intérieur, formant la troisième le long de la ligne verticale. Ces ouvertures éclairaient l'abside principale et symbolisaient sans doute la Trinité. 
Les fenêtres latérales éclairaient les absidioles. Deux autres ouvertures ont été tentées, peut-être plus tard, car elles recoupaient la ligne de corniche d'origine.

### Intérieur
Cet extérieur relativement simple de l'église de Marie présente un contraste saisissant avec l'intérieur élaboré, entièrement recouvert de sculptures et de peintures. Aucune autre église de Lalibela n’est aussi richement ornée. Les piles portent des chapiteaux, en forme de blocs rectangulaires à volutes simplifiées. Tous sont recouverts de bas-reliefs à motifs géométriques et de croix. Les soffites des arcs qui relient les piles sont également sculptées, puis recouvertes de peinture. Les tons rouges, jaunes et verts prédominent. Au-dessus de l'arcade de la nef s'étend une frise qui rappelle un peu le dessin des méandres. 
De fausses « fenêtres à claire-voie » s'ouvrent depuis la galerie vers la nef, ne laissant passer aucune lumière directe. 
Le plafond est plat et peint pour imiter les caissons. La décoration géométrique qui domine cet intérieur est évidemment fortement dérivée. Il y a l'étoile de David juive, le méandre / labyrinthe grec en variations, et le motif indien « nuage » ainsi que la croix. 
Le Soleil et la Lune représentés sous forme de visages ont certainement des homologues byzantins, voire hellénistiques. 
Plusieurs représentations figuratives conservées présentent un grand intérêt. L'Annonciation à Zacharie de la naissance imminente de Jean-Baptiste semble être l'introduction à la Loi Nouvelle. Elle est suivie de la Visitation de Marie à Elisabeth et de la Cène à la Maison de Simon. Toutes les figures sont dessinées avec des contours forts, conçus à plat, montrant une grande affinité avec les styles de peinture copte et syriaque. 
Les piliers du Saint des Saints sont recouverts d'images de saints, très probablement postérieures à la décoration originale de la Maison de Marie. 
L'un des piliers du sanctuaire est voilé en permanence  : tandis que l'une des colonnes montre l'histoire passée de l'humanité, l'autre, qui est voilée, montre l'avenir, qui n'est connu que de Dieu. Cette tentative de grande élaboration de l'intérieur ne rappelle pas les structures contemporaines ailleurs dans le monde chrétien oriental, mais les basiliques paléochrétiennes qui étaient décorées de stucs sculptés et peints. 

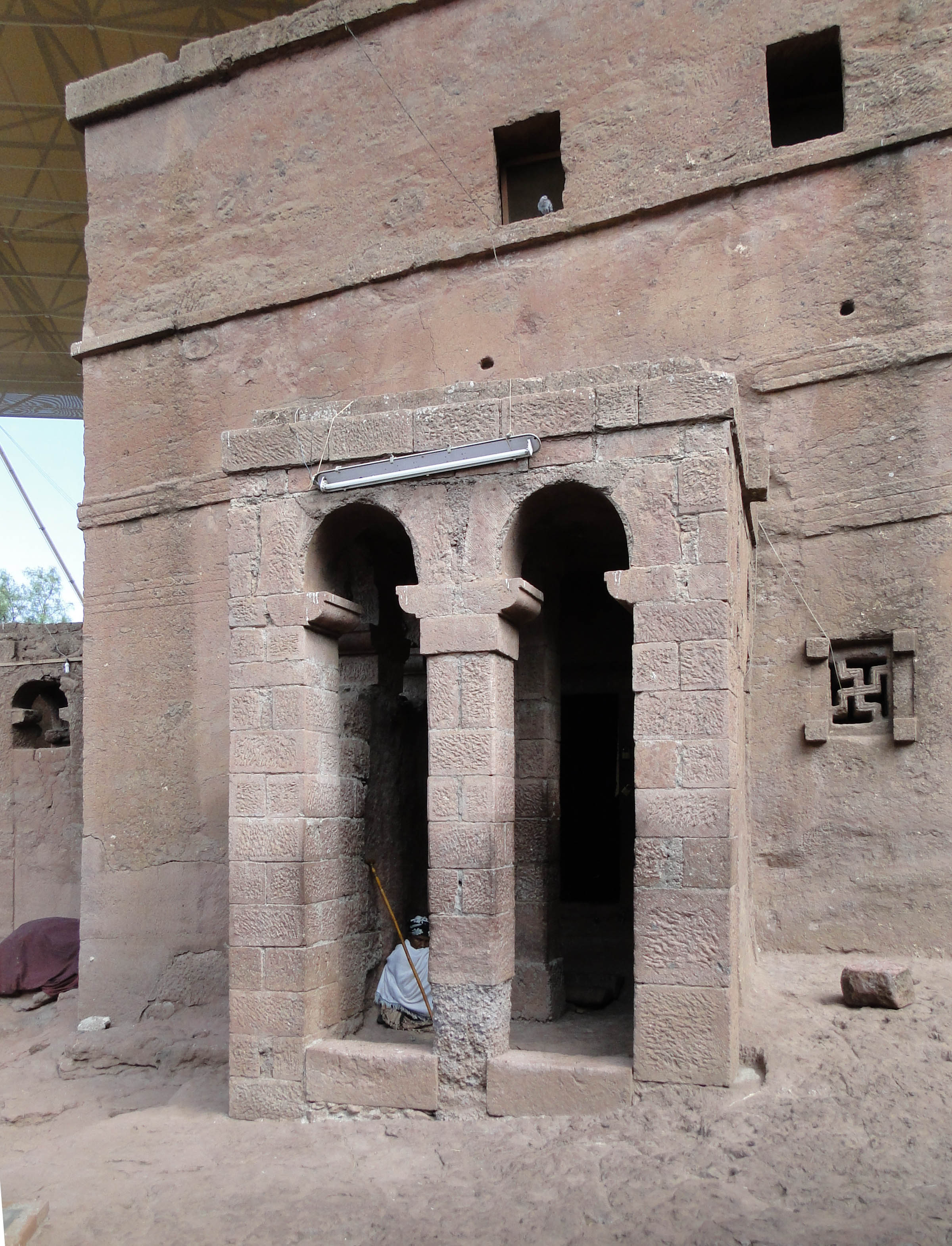
Une des entrées
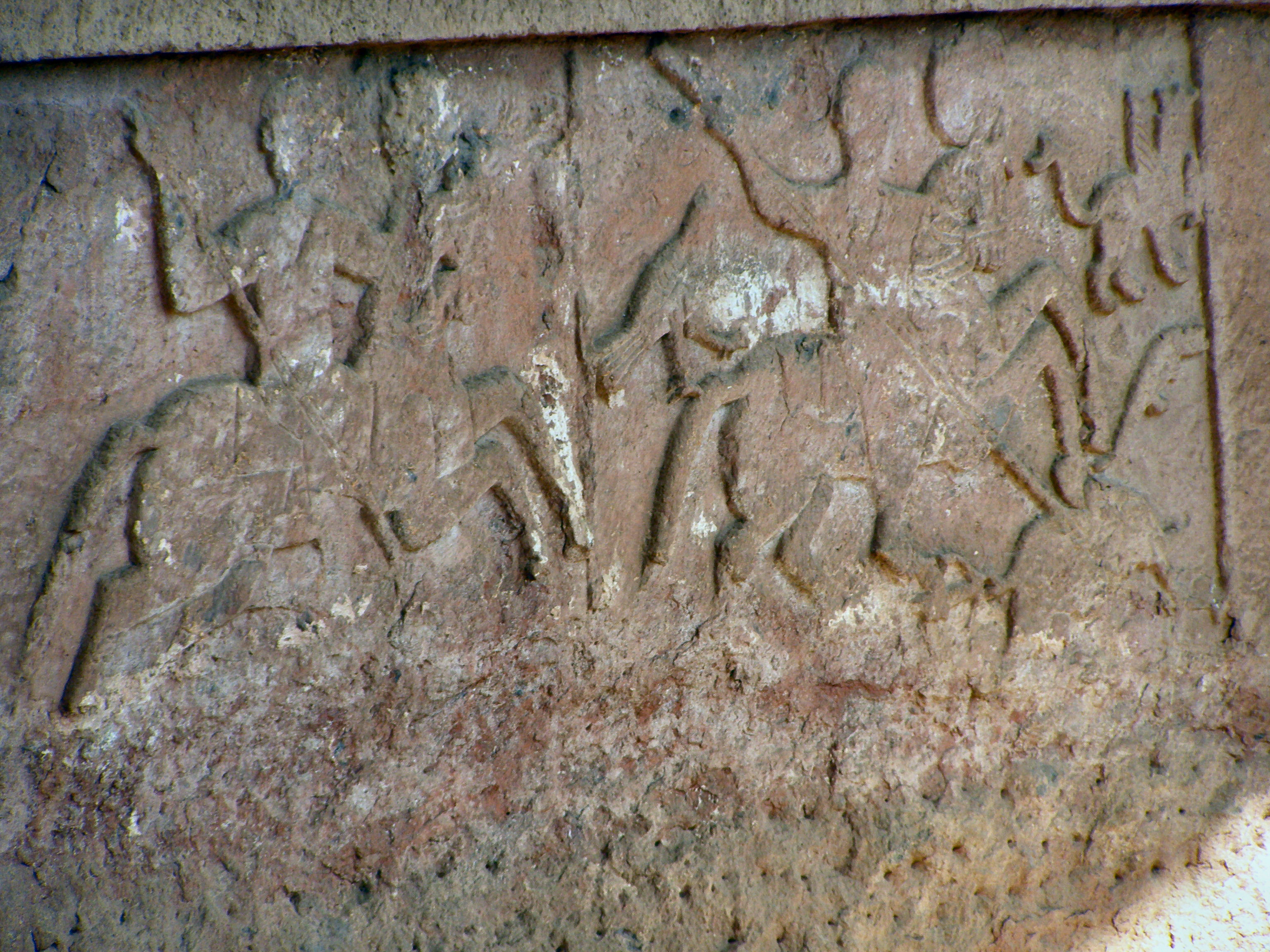
Bas-relief représentant deux cavaliers terrassant un dragon
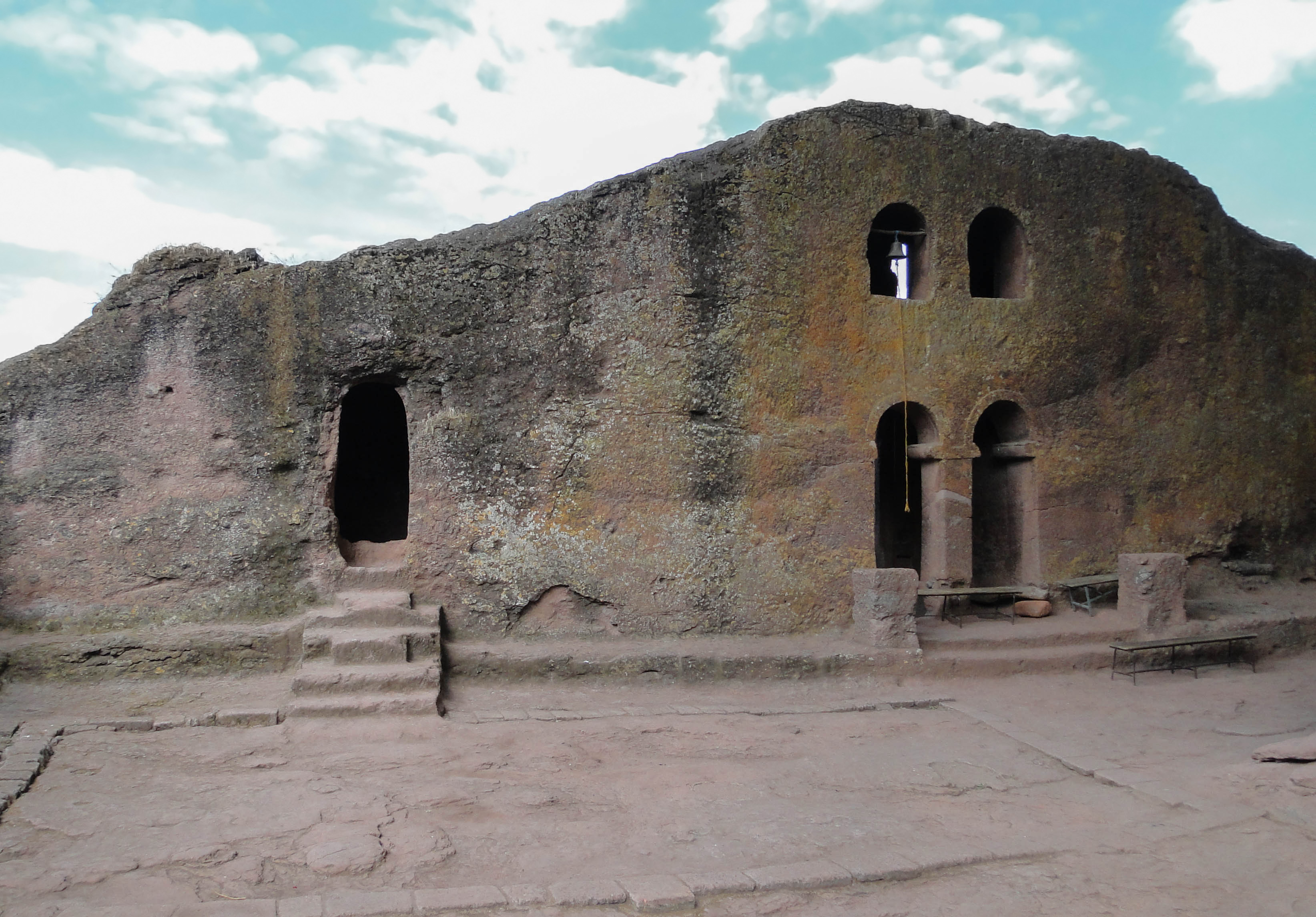
Cour intérieure du complexe
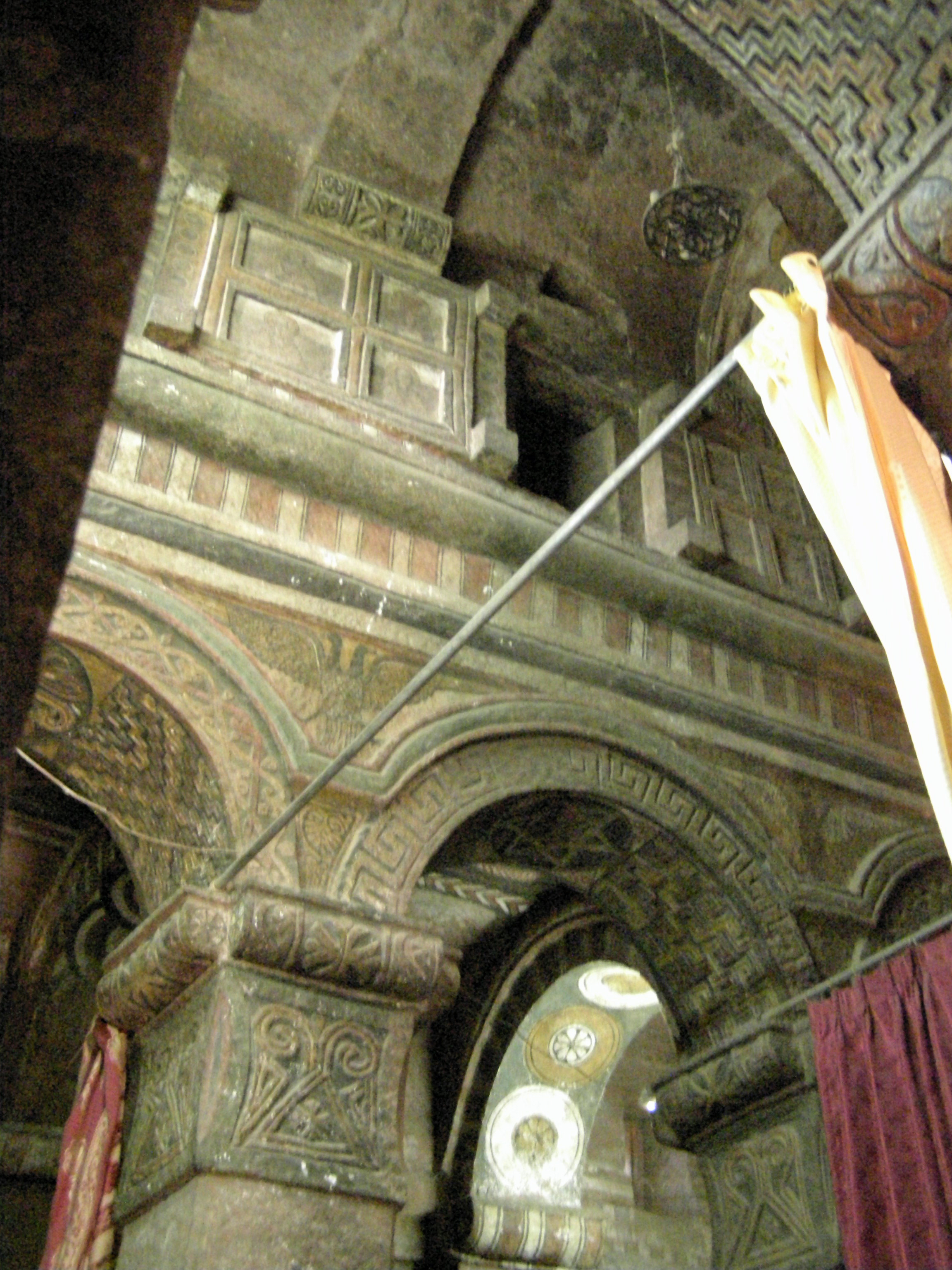
L'intérieur est richement orné